# مارگوله
مارگوله (به لاتین: Margole) یک روستا در لهستان است که در گمینا الکساندروو (استان لوبلین) واقع شده‌است. مارگوله ۲۳ نفر جمعیت دارد.